# DMPP

DMPP, ex Dame Pipi Comix est un fanzine de bande dessinée auto-édité à partir 2004 par Gérald Auclin, alias Dame Pipi. À partir du cinquième numéro, la revue est publiée par The Hoochie Coochie dans un format à l'italienne et associe aux bandes dessinées d'auteurs contemporains un dossier thématique souvent patrimonial. Le premier numéro de cette nouvelle formule a obtenu le Prix de la bande dessinée alternative au festival d'Angoulême 2009. Il n'y a plus eu de parution depuis le no 11 (janvier 2015), qui inaugurait une nouvelle formule en grand format.

## Histoire
En 2003, alors qu'il est à l'EESI, Gérald Auclin publie Abrasive Kleenex, une bande dessinée imprimée sur rouleau de PQ. Il le vend déguisé en Dame Pipi et obtient ainsi ce pseudo.
L'année suivante il publie le premier numéro de Dame Pipi Comix, trois autres numéros et un hors-série suivront. Il y publie principalement ses travaux mais aussi ceux d'autres auteurs angoumoisins comme Gotpower, 4ndr34s M4rch4l, Pierre Marty, François Henninger, etc. Une attention particulière est apportée à la forme, ainsi le premier numéro voit son sommaire imprimé sur un ticket de caisse, comporte plusieurs papier, crée un jeu avec des languettes. Le no 4, lui, est publié dans une pochette format vinyle, etc. Dès le premier numéro, des planches de Gustave Verbeck sont également publiées.
En décembre 2008, une nouvelle formule voit le jour, Dame Pipi Comix devient DMPP et Gérald Auclin abandonne son pseudo, le fanzine devient une imposante (170 pages) revue imprimée dans un grand format à l'italienne. Le contenu laisse une place abondante à l'histoire de la bande dessinée et à la critique. En effet, entre les planches de divers jeunes auteurs, on trouve un long dossier sur Gustave Verbeck accompagné de rééditions de bandes méconnues et quelques auteurs contemporains (J&E LeGlatin, Benoît Preteseille, etc.) lui rendent hommage.
Ce numéro cinq obtient le Prix de la bande dessinée alternative (ex-prix fanzine) au festival d'Angoulême 2009.
Par la suite la formule reste la même, le dossier pouvant prendre diverses formes. Ainsi, dans le no 7, il s'agit d'un long entretien avec Matti Hagelberg accompagnés d'histoires inédites, dans le no 8, deux auteurs italiens sont traités, mais le principe général de la revue reste le même.
En janvier 2013, le no 9 de DMPP est consacré à Lev Youdine, peintre et illustrateur russe, élève puis rival de Kasimir Malevitch. Il s'agit du premier numéro qui n'est pas directement consacré à un auteur de bande dessinée.
Le no 11 de janvier 2015 inaugure un nouveau (28,5 × 40 cm sur 48 pages, en couleurs), avec un dossier consacré aux bandes dessinées de reportage publiées dans un journal anglais du 19e siècle dirigé par Thierry Smolderen. Le thème du voyage infuse plus largement sur les bandes dessinées du numéro. Il a plus eu d'autre numéro depuis.

## Détails des numéros
Première formule (auto-édité)
- no 1 : janvier 2004.
- no 2 : janvier 2005.
- no 3 : mai 2006.
- no 4 : octobre 2007. Publié sous le format d'un vinyle.

Deuxième formule (édité par The Hoochie Coochie)
- no 5 : décembre 2008, dossier consacré à Gustave Verbeck. Prix de la bande dessinée alternative au festival d'Angoulême 2009.
- no 6 : janvier 2010, dossier consacré à Charlie Schlingo.
- no 7 : janvier 2011, dossier consacré à Matti Hagelberg.
- no 8 : janvier 2012, dossier consacré à Benito Jacovitti et Massimo Mattioli.
- no 9 : janvier 2013, dossier consacré à Lev Youdine.
- no 10 : janvier 2014, dossier consacré à Ben Katchor.
- no 11 : janvier 2015, dossier sur les bandes dessinées de reportage de The Graphic, journal anglais du 19e siècle.